# Den hemlighetsfulla ön
Den hemlighetsfulla ön, (fr: L'Île mystérieuse), är en roman från 1874/1875 av Jules Verne. Den är en fristående fortsättning på En världsomsegling under havet och Kapten Grants barn.

## Handling
Boken är ett exempel på en robinsonad, där fem män och en hund efter att ha flytt från det belägrade Richmond under amerikanska inbördeskriget i en luftballong förs bort av en storm och hamnar på en till synes öde ö i södra Stilla havet. 
Gruppens ledare, ingenjör Cyrus Smith, besitter kunskaper inom i stort sett varje praktiskt vetenskapsområde och lyckas snabbt få gruppen att bland annat slå tegel och tillverka nitroglycerin, vilket används för att inrätta en bostad i en grotta som tidigare var en del av utloppet till en sjö. 
De hittar en koffert fylld med nyttiga verktyg och vapen, bland annat en kartbok där de noterar att det finns en mindre ö kallad Tabor i närheten. Efter att ha byggt en mindre båt seglar tre av dem iväg till Tabor, där de finner en man som tydligen vistats där en längre tid och därigenom förvildats. De tar med honom tillbaka till sin ö, tillsammans med nyttoväxter och tamdjur som de också finner. Efter en tid lyckas de få mannen att komma till sans igen. Han är först ovillig att tala om sitt förflutna, men erkänner senare att hans namn är Ayrton och att han varit pirat. Som straff för att ha försökt tillskansa sig jakten Duncan från lord Glenarvan under dennas sökande efter kapten Grant hade han lämnats kvar på Tabor. Lord Glenarvan hade då lovat att hämta honom någon gång i framtiden. De skeppsbrutna förklarade efter Ayrtons berättelse att de ansåg att Ayrton sonat sina brott och hyste inte något agg mot honom. 
Ayrtons gamla kumpaner, vilka lyckats få tag på ett annat skepp, kommer dock snart till ön och lyckas upptäcka att den är bebodd och inser dess lämplighet som bas för plundring. Under de strider som följer inträffar en rad mystiska incidenter - bland annat sprängs deras skepp oförklarligt, och flera av piraterna hittas döda med endast ett rött märke på kroppen. 
Efter att ha lyckat rensa ön från pirater får de skeppsbrutna ett meddelande, och när de följer instruktionerna i dessa lyckas de hitta en undervattensgrotta, där de träffar på Nautilus, där Kapten Nemo nu framlever sina sista dagar. Han förklarar att det är han som hjälpt dem under deras vistelse på ön, bland annat genom att hjälpa dem mot piraterna. Han berättar sitt livs historia för dem och förklarar sedan att han är döende men att han vill ge dem en sista hjälpande hand och visar att ön är så instabil att den snart kommer att gå under. Han ger dem en förmögenhet i juveler och ber dem sänka Nautilus efter hans död så att han får vila på havets botten. De skeppsbrutna går med på detta, och efter att ha gjort så, vidtar ett intensivt arbete med att bygga en båt som kan ta dem till civilisationen. Tyvärr går ön under i ett spektakulärt vulkanutbrott precis innan de skall sjösätta sin båt, men de lyckas alla rädda sig till den holme som är återstoden av ön efter katastrofen. I sista stund kommer dock Duncan till deras räddning, och de upptäcker att kapten Nemo hjälpt dem ännu en gång genom att fara till Tabor för att där lämna ett meddelande med öns läge.

## Övrigt
Lincolnön, som är skådeplats för händelserna i boken, är fritt uppfunnen av Verne, som placerade den mitt emellan Chile och Nya Zeeland, på ett ställe så avlägset som möjligt från andra större landområden. Däremot ansågs vid denna tid Marie Therèse (Tabor) existera, den mindre ö som också förekommer i romanen.  Denna troddes vara en liten klippö ca 3500 km öster om Nya Zeeland, på ca 152 längdgrader V, 40 breddgrader S, och hade iakttagits av en fransk expedition några år innan boken skrevs. Under 1900-talet sökte flera expeditioner efter ön utan att finna den, varför den första iakttagelsen numera anses ha varit ett rent misstag.
Berättelsen blev film 1961 i regi av Cy Endfield och bar vid premiären på annandag jul det året samma titel som boken på svenska. 